# آنگاه همگی را به مرگ محکوم کردم
آنگاه همگی را به مرگ محکوم کردم (رومانیایی: Atunci i-am condamnat pe toţi la moarte) یک فیلم درام تاریخی رومانیایی به کارگردانی سرجیو نیکلائسکو است که در سال ۱۹۷۲ به نمایش درآمد.

## چکیده داستان
این فیلم داستان زندگی پسر جوانی است که پس از کشته شدن پدرش که یکی از مبارزان در دوره جنگ جهانی دوم بوده به فرزند خواندگی عمویش ایوان و همسرش پذیرفته می شود. ایوان کشیش روستای محلی است و اگرچه ملایم و باهوش است، اما از ناتوانی آشکار پسر در دوست داشتن خودش ناامید شده است. پسری که به همان اندازه که دختران هم سن و سال خودش را نادیده می گیرد، به مراتب بیشتر ترجیح می داد با تودور، ملقب به ایپو، به اصطلاح احمق روستا، وقت بگذراند. آنها با هم به ما هی گیری می روند و انقلاب فرانسه را در ویرانه های یک روستای مجاور که به دلیل تخلف جزئی علیه نیروی اشغالگر آلمان رو به نابودی است، بازسازی می کنند...

## بازیگران
- آمزا پلئا
- یون بسویو
- یوانا بولکا
- یوریه داریه
- گئورگه دینیکا
- سرجیو نیکلائسکو
- کریستیان شوفرون
- کلارا سبوک
- اشتفان میهایلسکو-بریلا
- ارنست مافتی
- اُکتاویان کوتسکو